# Lemuel Amerman
Lemuel Amerman (* 29. Oktober 1846 in Danville, Montour County, Pennsylvania; † 7. Oktober 1897 in Blossburg, Pennsylvania) war ein US-amerikanischer Politiker. Zwischen 1891 und 1893 vertrat er den Bundesstaat Pennsylvania im US-Repräsentantenhaus.

## Werdegang
Lemuel Amerman besuchte die öffentlichen Schulen seiner Heimat sowie die Danville Academy. Danach studierte er bis 1869 an der Bucknell University in Lewisburg. In den folgenden drei Jahren unterrichtete er als Lehrer. Nach einem Jurastudium und seiner 1873 erfolgten Zulassung als Rechtsanwalt begann er in Philadelphia in diesem Beruf zu arbeiten. 1876 verlegte er seinen Wohnsitz und seine Anwaltskanzlei nach Scranton. Dort wurde er auch im Bankgewerbe tätig. In den Jahren 1879 und 1880 war er als Jurist für das Lackawanna County tätig. Politisch wurde er Mitglied der Demokratischen Partei. Zwischen 1881 und 1884 saß er als Abgeordneter im Repräsentantenhaus von Pennsylvania. Danach fungierte er in den Jahren 1885 und 1886 als Comptroller der Stadt Scranton. Anschließend war er bis 1887 Protokollführer am Supreme Court of Pennsylvania.
Bei den Kongresswahlen des Jahres 1890 wurde Amerman im elften Wahlbezirk von Pennsylvania in das US-Repräsentantenhaus in Washington, D.C. gewählt, wo er am 4. März 1891 die Nachfolge des Republikaners Joseph A. Scranton antrat, den er bei der Wahl geschlagen hatte. Da er im Jahr 1892 gegen Scranton verlor, konnte er bis zum 3. März 1893 nur eine Legislaturperiode im Kongress absolvieren.
Nach dem Ende seiner Zeit im US-Repräsentantenhaus praktizierte Lemuel Amerman wieder als Anwalt. Er starb am 7. Oktober 1897 in Blossburg und wurde in Scranton beigesetzt.